# Buddy Holly
Buddy Holly (eredeti nevén: Charles Hardin Holley) (Lubbock, Texas, 1936. szeptember 7. – Clear Lake, Iowa, 1959. február 3.), amerikai énekes, dalszerző, a rock and roll úttörője.

## Pályafutása
Negyedik gyerekként született, édesapja Lawrence Holley szabó volt és ruhaeladó nem játszott semmilyen hangszeren, édesanyja, Ella, viszont muzikális volt. Texas államban mindenkinek becenevet adnak, így kapta a családjától a "Buddy" nevet, melyet művészete során használt. A Holley család igazi muzsikus család volt, idősebb testvérei, Larry és Travis tanították meg gitározni. Nővére, Pat duettet énekelt édesanyjával esténként zongora mellett. A Holley-család minden vasárnap a helyi baptista templomban énekelt.
Lubbock, "a Templomok városa" ebben az időben konzervatív volt és nem volt mentes a faji megkülönböztetésektől. Épp ezért Buddynak kevés lehetősége volt közvetlenül a feketékkel és zenéjükkel megismerkedni, bár szeretett volna, hiszen zenéjüket a "the rhythm and blues"-t a helyi rádiókban hallgatta.
11 éves korában Buddy elkezdett zongoraleckéket venni, de hamarosan átváltott elektromos gitárra majd újabb 20 lecke után akusztikus gitárra.
1949-ben Buddy találkozott Bob Montgomeryvel, aki szintén gitározott és country zenéket énekelt. Montgomery kiváló érzékkel rendelkezett a Hank Williams által játszott country zenéhez, épp ezért Williams countryénekes és Montgomery volt ebben az időszakban Buddy zenei világának meghatározója.

### A kezdetek
Természetes, hogy együtt léptek fel, magukat "Buddy and Bob"-nak hívták, fiataloknak játszottak összejöveteleken, valamint a helyi rádióban. Repertoárjuk hagyományos country zene volt, egy kissé megspékelve a saját variációjukkal.
Buddy és Bob Lubbeckben sikeresek lettek. Hamarosan egy basszusgitáros csatlakozott hozzájuk: Larry Welborn.
1950 és 1952 között a helyi klubban léptek fel, valamint a helyi iskola előadótermében, néha basszus-gitár kísérettel, ritkábban dobkísérettel. Felállásuk meghatározta stílusukat, általában Bob énekelt. Holly tipikusan antisztár kinézettel rendelkezett: szemüveges volt,  és a színpadon nemigen tudott mozogni. Amikor néhanapján énekelt, ezt a hátrányát az egyénisége pótolta.
Amikor Buddy és Bob befejezte az iskoláit, többet léptek fel ifjúsági klubokban és a távolabbi helyszíneken. A fellépési helyszínek között a lubbocki "Cotton Club" és a "Bambaloo Club", az "Union Hall" Carlsbadban és az amarillói "Clover Club" a meghatározó, előadó-művészetükre pedig ekkor a "Western and Bop" zene, azaz a westernzene és a tánczene.
A helyi rádió, a KDAV szintén segített Buddy és Bob karrierjében.
A KDAV, műsorpolitikája szerint elsődlegesen countryzenét játszó, rádióban minden héten futott a "Sunday Party" nevezetű műsoruk, a chicagói "National Dance Barn" műsor mintájára. Buddy és Bob gyakran szerepelt ebben a vasárnapi műsorban. A műsorokban hagyományosan country zenét játszottak, Bob énekelt. 1954-ben Buddy elkezdett énekelni blues és tánczenei számokat a showban.
Bár partnerségük ideje alatt Montgomery volt a zeneszerző, Buddy is elkezdett számokat írni, ebben az időszakban keletkezett a "Heartbeat" és "Love's Made a Fool of You" című száma, amely csak jóval később jelent meg lemezen.
Bár még nem volt lemezkiadójuk, de Buddy karrierjében a KDAV és a "Sunday Party" döntőnek bizonyul. A KDAV ugyanis szponzorált country zene és korai rock and roll koncerteket Lubbockban.
A rádióadó gyakran hívott meg műsorába, a "Sunday Party"-ba country és tánczenét játszó sztárokat, Ferlin Husky, Marty Robbins, Porter Wagonertől egészen Elvis Presley-ig. Így Buddy találkozhatott az akkori sztárokkal is, sőt zenéjét mások is megismerhették.
Októberben a csapat kiegészül egy dobossal, Jerry Allisonnal.
1955. október 14-én a Bill Haley and the Comets elkezdett játszani a Fair Park-ban, előzenekaraként olyanokkal, mint Jimmie Rodgers, Hank Snow és a lubbocki csapat, "Buddy, Bob, and Larry." néven. A Fair Parki koncerteket Eddie Crandall jegyezte, aki akkor Marty Robbins menedzsere volt.
Eddie Crandall-nak megtetszett Buddy előadásmódja, és egy lemezfelvételt ajánlott fel neki.
Holly és Bob Lubbock-ban továbbra is helyi klubokban játszottak és felléptek azokon a koncerteken, ahol a meghívott sztárok a körzetben koncerteztek.
Eddie Crandall invitálásra 1956-ban kötött Buddy Holly szerződést a Decca Records-szal. A lemezfelvételre se Bob Montgomery, se Larry Welborn nem ment el, egyszerűen nem vonzotta őket ez a lehetőség, így az első stúdiófelvételeken (Nashville, 1956. január 26., Owen Bradley's recording Studio) a Decca által kiválasztott zenészek kísérték: Don Guess, egy másik lubbocki fiú játszott a basszgitáron, és Sonny Curtis ritmusgitáron. A dobos Allison volt, aki szintén a Hutchinson iskolába járt, de még csak az első évfolyamon.
Holly többek között egy olyan számot is felvett ("That'll Be the Day"), ami egy sikeres szám átirata volt.
A stúdióban felvett számok között volt a "Blue Days, Black Nights", ami később Holly első kislemeze volt. A címkén ez olvasható: "Buddy Holly". A felvétel fogadtatása kedvező volt, de mégsem váltotta be a hozzá fűződő piaci reményeket. A lemez nem volt sikeres, mert Holly és a Decca által kiválasztott kísérőzenekar nem tudta visszaadni hangulatában Buddy Holly saját gitár és a saját zenekar hangzásvilágát. (Ez a lemez "That'll Be the Day," --- "I'm Looking for Someone to Love" 1957. május 27-én jelent meg.)
Ettől kezdve kezdett Holly számokat írni. (Egyike ezek közül a "Cindy Lou" ami egyik legsikeresebb számának bizonyult "Peggy Sue" címen – a címváltoztatást a későbbi bandatag, dobos, Jerry Allison javasolta).

### A siker
1957. február 25-én Holly és újjáalakított zenekara, a Crickets (Niki Sullivan, Jerry Allison és Joe B. Maudlin) Clovisban (Új Mexikó) a Norman Petty stúdióban rögzítette "That Will Be the Day" rock verzióját. A szalagot elküldték a Roulette Companynak. A céget érdekelték Holly dalai, de nem érdekelte őket Buddy Holly és a zenekara. Érzékeltették, hogy nem érdekeltek más rockzenei sztárok menedzselésében a náluk leszerződött sztárok, Buddy Knox és Jimmy Bowen mellett. Buddy ragaszkodott saját énekéhez és zenekarához, a Cricketshez.
Normann Petty javasolta, hogy a demókat küldjék el, Peer-Southernnek, egy New York-i kiadónak. Peer-Southern átadta a demót Bob Thiele-nek, aki a Brunswick Recordsnál volt (a Decca egyik leányvállalata). Petty Normann lett a zenekar managere és producere. Petty ragaszkodott hozzá, hogy a Crickets a Brunswick kiadóval szerződjön le, mint zenekar, míg Buddy Holly a Coral nevű kiadóval szerződjön. Petty megérezte, hogy Buddy Holly lesz a következő csillag a rockzene területén. Ez a stratégiája későbbiekben kétszeres bevételt jelentett számára, és ez vezetett Buddy Holly és őközte az ideiglenes szakításhoz.
Mivel a Deccánál volt az eredeti "That'll Be the Day" joga, így észszerűtlen volt, hogy Brunswick kiadó részéről Holly a nevével fémjelezze ezt a dalt. Így a lemez 1957 júniusában a " the Crickets" előadói névvel jelent meg. Kezdetben a lemez eladási példányszáma alacsony volt, viszont augusztustól növekedésnek indult és egy hónappal később a legsikeresebb lemeze lett a cégnek.
A Coral körülbelül ugyanekkor dobta piacra a Buddy Holly nevével jelzett "Words of Love" lemezt. Érdekessége, hogy a "Words Of Love" felvétel a Diamondstól és ennek Buddy Holly féle beat változata három héten keresztül egyszerre volt a piacon.
Augusztusban a zenekar keleti turnéra indult, Washingtonba, Baltimore-ba és New York Citybe. Egy hét alatt a The Crickets népszerű lett még a hagyományosan feketék lakta területeken is.
1958 márciusában Buddy Holly és a Crickets Nagy-Britanniában lépett fel. A zenekar hamarosan az amerikai televíziók kedvence lett: az "American Bandstand," "The Arthur Murray Dance Party," és végül a leghíresebb az "The Ed Sullivan Show"
Megjelennek lemezen a "Peggy Sue," --- "Everyday", majd az "Oh Boy!," -----"Not Fade Away," melyek már néhány milliós példányszámot értek el.
Folyamatosan turnéztak és írta a számokat, nem volt olyan hónap, hogy vagy Buddy Holly, vagy a Crickets ne szerepelt volna a slágerlistákon. Többször is szerepeltek a "The Ed Sullivan Show"-ban, a legismertebb tévéműsorban.
Buddy Holly októberben szakított Normann Petty-vel. 1958 novemberében Buddy Holly és a The Crickets visszatért Lubbockba. Buddy lemezeladásai csökkentek, stílusát megváltoztatta a keményebb rock and rollról egy lágyabb stílusra. Ez a stílus azonban a Cricketsnek nem teszett, ezért Holly szakított a Cricketsszel, elhagyta Lubbockot és visszatért Petty Normannhoz. New Yorkba költözött.
A The Crickets továbbműködött a gitáros Sonny Curtis, Joe Maudlin, és Jerry Allisonnal, a dobossal és kiegészült különböző vokalistával. Visszatértek Petty egyik kiadójához, a Clovishoz
Buddy Holly 1958. augusztus 15-én összeházasodott Maria Elena Santiagóval.

### Az utolsó turné
Az utolsó Buddy Holly kislemez a "It Doesn't Matter Anymore," --- "Raining in My Heart" volt, 1959. január 5-én jelent meg (A Coral kiadásában megjelent számok a slágerlistát vezették a halála napján).
1959-ben szóló turnéba kezdett a Tommy Aallsup által vezetett háttérzenekarral, a The Winter Dance Tour Party keretében pedig sztárokkal együtt lépett fel Amerika területén többek között Ritchie Valensszel. Az egyik állomáson Duluthban (Minnesota) lépett fel a fiatal Bobby Zimmerman, a későbbi Bob Dylan.
Buddy Holly utolsó fellépése a Surf Ballroomban (Clear Lake, Iowa) volt 1959. február 2-án. A koncert után Buddy Holly gépet bérelt, hogy a fárasztó buszozást a következő helyszínre elkerüljék.
1959. február 3-án Buddy Holly repülőgépre (egy négyüléses Beechcraft Bonanza gépre) ült J. R. Richardsonnal (The Big Bopper), Ritchie Valensszel és a pilótával, Roger Petersonnal, hogy Fargóba, a következő fellépésük helyszínéhez (Moorhead, Minnesota) a legközelebbi repülőtérre repüljenek. A repülőgép a Mason City reptérről éjféltájban, erős havazásban szállt fel, és néhány mérfölddel távolabb lezuhant.
Mindannyian életüket vesztették.
A “The Winter Dance Party” koncertsorozat folytatódott. Az addig ismeretlen énekes, Bobby Vee nyitotta meg a koncertet, és két új énekes Fabian és Paul Anka lépett fel. "The show must go on" ("A show-nak folytatódnia kell") – mondta a producer.

## Hatása
Buddy Holly zenéje hatással volt kortársaira, a the Crickets, Bobby Vee, Tommy Roe „Sheila” (1962), Bobby Fuller Four, The Beatles, The Rolling Stones, Bob Dylan, Grateful Dead, Linda Ronstadt, Bruce Springsteen, és Elvis Costello zenéjére is. Dalait sokan feldolgozták.
Buddy Holly szalonképessé tette a szemüveges énekeseket is (John Lennon erről így nyilatkozott: „Buddy Holly elfogadhatóvá tette, hogy valaki szemüveget visel. ÉN voltam Buddy Holly”)
Magyarországon Szörényi Leventét, akinek szintén alacsony a termete, és szemüveges volt, úgy becézték: "a kis Buddy Holly". John Lennon kezdeti stílusa is sokat köszönhet Buddy Hollynak. Paul McCartney, aki szintén nagy Buddy Holly rajongó volt, kezdeti stílusukról mondta: „Legalább az első negyven, általunk írt dal Buddy Holly hatására született”. Egy 1958-as amatőr felvételen hallható a Quarry Men zenekar, ahol (Paul McCartney, John Lennon és George Harrison egy Buddy Holly számot a „That'll Be the Day”-t játszott.
A Rolling Stone slágerlistás debütálása is Buddy Hollyhoz köthető: 1964. május 2-án a Billboard Hot 100-as listáján, Buddy Holly „Not Fade Away” című dalának a feldolgozásával a 98. helyre ugrottak, ez volt az első slágerlistás számuk.
Don McLean Buddy Holly életéről énekelt egy dalt: az American Pie-t, melyben a repülőszerencsétlenségről énekelte: "... a lelkemet kísérti az a nap, amikor a zene meghalt."

## Emlékezete
- Emlékmű a légi-szerencsétlenség helyszínén.
- Steve Rash rendezésében a John Goldrosen novellájából és Buddy Holly önéletrajzi feljegyzéseiből készül film 1978-ban a Buddy Holly Story
- Lubbock szobor:
- Don McLean American Pie című slágere szintén a balesetnek állít emléket.
- 16155 Buddy nevű kisbolygó.

## Albumok, kislemezek
- Albumok
  - The Great Buddy Holly 2004
  - Only The Love Songs 2002
  - The Singles + 2002
  - The Ultimate EP Collection 2001
  - Forever 22 2001
  - The Very Best Of Buddy Holly 2000
  - 20th Century Masters: The Millennium Collection… 1999
  - Legend Lives 1998
  - Greatest Hits [Remaster] 1996
  - Greatest Hits [Gold Disc] 1995
  - The Buddy Holly Tapes 1995
  - Oh Boy 1995
  - Original Voices Of The Cricket 1993
  - Words Of Love 1993
  - Buddy Holly (Bella Musica) 1990
  - Legend: From The Original Master Tapes 1985
  - From The Original Master Tapes 1985
  - The Great Buddy Holly 1983
  - For The First Time Anywhere 1982
  - 20 Golden Greats 1978
  - Holly In The Hills/Giant 1965
  - Reminiscing/Showcase 1963
  - Reminiscing 1963
  - That'll Be The Day/Remember 1961
  - Buddy Holly 1958
  - The Chirping Crickets 1957
- Kislemezek
  - I'm Gonna Love You Too / Heartbeat
  - It Doesn't Matter Any More / Peggy Sue
  - Oh, Boy! / Not Fade Away
  - Peggy Sue / Everyday
  - Rave On / Raining In My Heart
  - That'll Be The Day / I'm Looking For Someone To Love